# Askina-Sportfest
Das internationale Askina-Sportfest, später auch Askina-Meeting genannt, war eine jährlich stattfindende Leichtathletikveranstaltung im Auestadion von Kassel.
Die von 1998 bis 2011 stattfindende Veranstaltung, löste die bis dato vom PSV Grün-Weiß Kassel ausgerichteten Sportfeste ab. Namensgeber war der Sponsor B. Braun Melsungen mit seiner Verbandstoffmarke.
Organisiert wurde die Veranstaltung von Heinz Hüsselmann als Meetingdirektor und seiner Bochumer Agentur Performance Promotion GmbH, mit der er sich 1997 als Sportmanager selbständig gemacht hatte. Hüsselmann war zuvor Manager und Cheftrainer beim TV Wattenscheid als auch ehemaliger Sprint-Bundestrainer.
Beim 1. Askina-Sportfest trat u. a. Merlene Ottey an.  Der Stellenwert der Wettkämpfe war so hoch, dass die Moderation von Dieter Adler (ARD) und Wolf-Dieter Poschmann (ZDF) – der dann über viele Jahre die Veranstaltung moderierte – gehalten wurde.

## Veranstaltungsübersicht
Wegen Umbauarbeiten des Kasseler Auestadions fand das ASKINA-Sportfest 2009 und 2010 im Baunataler Parkstadion statt und hieß dort „Weltklasse in Baunatal“.
| ASKINA-Sportfeste | ASKINA-Sportfeste | ASKINA-Sportfeste | ASKINA-Sportfeste    | ASKINA-Sportfeste                                                                |
| Nr.               | Jahr              | Datum             | Stadion              | Dokumentation                                                                    |
| ----------------- | ----------------- | ----------------- | -------------------- | -------------------------------------------------------------------------------- |
| 01.               | 1998              | 3. Juni           | Auestadion Kassel    |                                                                                  |
| 02.               | 1999              | 23. Juni          | Auestadion Kassel    |                                                                                  |
| 03.               | 2000              | 07. Juni          | Auestadion Kassel    | Gesamtergebnisse                                                                 |
| 04.               | 2001              | 13. Juni          | Auestadion Kassel    | Gesamtergebnisse                                                                 |
| 05.               | 2002              | 14. Juni          | Auestadion Kassel    | Gesamtergebnisse                                                                 |
| 06.               | 2003              | 13. Juni          | Auestadion Kassel    | Gesamtergebnisse (Memento vom 26. August 2012 im Internet Archive)               |
| 07.               | 2004              | 11. Juni          | Auestadion Kassel    | Gesamtergebnisse (Memento vom 23. Mai 2006 im Internet Archive)                  |
| 08.               | 2005              | 10. Juni          | Auestadion Kassel    | Gesamtergebnisse (Memento vom 11. Dezember 2006 im Internet Archive)             |
| 09.               | 2006              | 08. Juni          | Auestadion Kassel    | Gesamtergebnisse (Memento vom 14. Dezember 2006 im Internet Archive; PDF; 50 kB) |
| 10.               | 2007              | 06. Juni          | Auestadion Kassel    | Gesamtergebnisse (PDF; 65 kB)                                                    |
| 11.               | 2008              | 06. Juni          | Auestadion Kassel    | Gesamtergebnisse                                                                 |
| 12.               | 2009              | 05. Juni          | Parkstadion Baunatal | Gesamtergebnisse                                                                 |
| 13.               | 2010              | 02. Juni          | Parkstadion Baunatal | Gesamtergebnisse (PDF; 113 kB)                                                   |
| 14.               | 2011              | 08. Juni          | Auestadion Kassel    | Gesamtergebnisse (PDF; 109 kB)                                                   |

Das ständig mit deutschen Spitzensportlern und Weltklasse-Athleten besetzte Meeting wurde auch als Qualifikation für internationale Saisonhöhepunkte genutzt. Binnen weniger Jahre hatte sich das Sportfest zu einem Meeting nationaler und internationaler Top-Athleten entwickelt und gehörte schließlich zu den Permit Meetings des Europäischen Leichtathletik-Verbandes (EAA).

## Veranstaltungsende
Im Oktober 2010 gab es Wirbel um das Sportfest, da der Hessische Leichtathletik-Verband (HLV) Heinz Hüsselmann die Zusammenarbeit aufgekündigt hatte, weil es zu Verzögerungen bei Honorarzahlungen an Athleten gekommen war. Die Genehmigung für Askina 2011 war zudem an die Auflage geknüpft alle ausstehenden Zahlungen an Athleten bis zum 31. Januar 2011 zu begleichen. Das endgültige Aus kam dann 2012. Der DLV erteilte keine Genehmigung, und die Stadt Kassel hatte ebenfalls die Zusammenarbeit mit Hüsselmann und seiner Agentur aufgekündigt. Zahlungsschwierigkeiten führten auch zur Einstellung der anderen von Hüsselmann in Biberach und Cuxhaven organisierten Sportfeste.

## Neubeginn
Am 23. August 2013 veranstaltete der PSV Grün-Weiß Kassel wieder ein Sportfest, um an die Tradition der Vorgänger-Sportfeste anzuknüpfen.